# Cryptaspasma
Cryptaspasma är ett släkte av fjärilar. Cryptaspasma ingår i familjen vecklare.

## Dottertaxa tillCryptaspasma, i alfabetisk ordning[1]
- Cryptaspasma achlyoptera
- Cryptaspasma acrolophoides
- Cryptaspasma anaphorana
- Cryptaspasma angulicostana
- Cryptaspasma anisopis
- Cryptaspasma athymopis
- Cryptaspasma atrinodis
- Cryptaspasma bellicosa
- Cryptaspasma brachyptera
- Cryptaspasma brachyptycha
- Cryptaspasma debeauforti
- Cryptaspasma geina
- Cryptaspasma glebaecolor
- Cryptaspasma haplophyes
- Cryptaspasma helota
- Cryptaspasma hesyca
- Cryptaspasma lasiura
- Cryptaspasma lugubris
- Cryptaspasma marginifasciatus
- Cryptaspasma microloga
- Cryptaspasma mirabilis
- Cryptaspasma ochrotricha
- Cryptaspasma orphnina
- Cryptaspasma pelagia
- Cryptaspasma peratra
- Cryptaspasma polysticta
- Cryptaspasma pullatana
- Cryptaspasma querula
- Cryptaspasma subtilis
- Cryptaspasma syostoma
- Cryptaspasma trigonana
- Cryptaspasma triopis
- Cryptaspasma zigzag
- Cryptaspasma zophocosma